# 王光文
王光文（1900年8月—1989年11月8日），山东省滕县人。沈阳铁路局局长。

## 生平
1936年12月在东北军任连长时参加革命。1938年加入中国共产党。
抗日战争爆发后，历任八路军冀中军区司令部副官长。冀中军区决定改编高顺成的游击第一师，吕正操派王光文任游击第一师副师长，负责改变工作。纪念七七事变一周年时，高顺成在任丘召开大会，假意请黄敬、吕正操等冀中党政领导去给部队讲话，企图借机动手，将领导人扣起来投靠日军。因冀中党政领导早有防备，高的阴谋未逞。会后，吕正操向高顺成宣布，其部改编成八路军正规部队，并由军区研究决定游击第一师改编为冀中军区独立第一旅，高顺成任旅长，王光文任副旅长，张海春为参谋长。改编工作很顺利，只用了一周时间。独立第一旅辖3个团5000多人，一团在安平一带，二团在武强，三团和旅部及直属队仍在任丘县城。改编结束后，军区命令高顺成带旅部、三团和直属队到安平驻防，但他迟迟不动，暗中抵制，在军区机关所在地青塔开会时企图逃走，被警卫排击毙。王光文即刻赶回任丘，稳定部队情绪，1938年8月中旬王光文率领独立第一旅转移到安平整训。1938年9月王光文率领独立第一旅到平汉铁路以西的太行根据地整训，改编为晋察冀军区特务团，王光文任晋察冀军区特务团团长。
抗战胜利后赴东北。1946年7月任东北民主联军铁道司令部副司令员。后任东北铁路公安局副局长。
1949年后历任齐齐哈尔铁路局副局长、哈尔滨铁路局副局长，1959年6月至1961年2月任沈阳铁路局局长兼党委书记，铁道部东北铁路办事处主任兼党组书记等职。1975年任铁道部顾问、辽宁省政协常委、第五届全国政协委员、铁道部视察室副主任等职。1982年12月离职休养。